# 今千秋
今 千秋（こん ちあき、9月29日 - ）は、日本のアニメーション演出家、アニメーション監督。千葉県出身。

## 来歴、人物
代々木アニメーション学院を卒業後、ぴえろで制作進行、演出を務めた後にフリーランスとなる。ぴえろ時代は同じく演出家の神谷純に師事した。神谷が監督を務めた『南海奇皇』において制作進行をこなしつつ、神谷に絵コンテの試作を提出。同じく神谷が監督の『ぐるぐるタウンはなまるくん』の第28話「もしかして」にて演出家デビューを果たす。
テレビアニメ『ひぐらしのなく頃に』が初監督作品であり、この作品で知られるようになった。その後、『のだめカンタービレ 巴里編』の監督に抜擢されている。インタビューにおいて自身の持ち味を「やんちゃさ」だと語っている。
主に古巣のぴえろ、初監督作の『ひぐらしのなく頃に』を制作したスタジオディーン、J.C.STAFFの作品に参加することが多く、演出だけでなく脚本も務めるようになっている。
独特な雰囲気を持った作品や、奥行きのある世界観を持った作品でも、原作に沿って丁寧にアニメ化することには定評がある。また、演出の特徴としてはデフォルメしたキャラクターを筆で描いたようなタッチで表現したり、オープニングアニメーションなどに花をモチーフとして挿入することがある。
その一方で『美少女戦士セーラームーン』や『聖闘士星矢』など、往年の東映アニメーション（東映動画）作品のファンでもあり、『映画 ハピネスチャージプリキュア! 人形の国のバレリーナ』の監督を務めた際にはそれらの作品のエッセンスを組み入れていると明かしており、『美少女戦士セーラームーンCrystal』の第3期「デス・バスターズ編」のシリーズディレクターを務めるに当たって行われたトークショーではセーラームーンのコスプレをして登壇している。

## 主な作品

### 監督
2006年
- ひぐらしのなく頃に（絵コンテ・演出・#11原画・OP絵コンテ・演出・原画）

2007年
- ひぐらしのなく頃に解（絵コンテ・演出・OPED絵コンテ・演出）

2008年
- 純情ロマンチカ（絵コンテ・演出・原画・OPED絵コンテ・演出）
- 純情ロマンチカ2（絵コンテ・演出・OPED絵コンテ・演出）
- のだめカンタービレ 巴里編（絵コンテ・演出・ED絵コンテ・演出）

2009年
- 花咲ける青少年（絵コンテ）※第1-23話まで。以降亀垣一に交替
- うみねこのなく頃に（OPED絵コンテ・演出）

2010年
- のだめカンタービレ フィナーレ（絵コンテ・演出・OPED絵コンテ・演出）
- おとめ妖怪 ざくろ（絵コンテ・演出・OPED絵コンテ・演出）

2011年
- 世界一初恋（OPED絵コンテ・演出）
- 世界一初恋2（脚本・絵コンテ・演出・OPED絵コンテ・演出・原画）
- 世界一初恋 〜小野寺律の場合〜

2012年
- 純情ロマンチカ OVA ※コミックス第16巻プレミアムアニメDVD付き限定版
- アルカナ・ファミリア -La storia della Arcana Famiglia-（絵コンテ・演出・OP絵コンテ・演出）

2013年
- チョコタン!
- 魔界王子 devils and realist（脚本・絵コンテ・OPED絵コンテ・演出）
- ゴールデンタイム（絵コンテ・OP絵コンテ・演出）

2014年
- 劇場版 世界一初恋 〜横澤隆史の場合〜（脚本）
- つばさとホタル（脚本・絵コンテ・演出）※「りぼんフェスタ2014」上映作。脚本はこんちあき名義
- 映画 ハピネスチャージプリキュア! 人形の国のバレリーナ

2015年
- 純情ロマンチカ3（脚本・絵コンテ・ED絵コンテ・演出）

2016年
- 美少女戦士セーラームーンCrystal デス・バスターズ編（シリーズディレクター）
- NARUTO -ナルト- 疾風伝（-2017年 、絵コンテ・演出・OP絵コンテ）

2018年
- 劇場版ときめきレストラン☆☆☆ MIRACLE6（アニメーションディレクター）
- Back Street Girls -ゴクドルズ-（脚本・絵コンテ・演出・OP絵コンテ・演出・踊り）

2021年
- 劇場版 美少女戦士セーラームーン Eternal（監督）
- 極主夫道（絵コンテ・演出）

2022年
- クールドジ男子（監督）

2023年
- 贄姫と獣の王（監督）

2025年
- キミとアイドルプリキュア♪（シリーズディレクター・絵コンテ・演出・OP演出・脚本） - 脚本はいなばちあき名義

### 絵コンテ・演出他
1999年
- ぐるぐるタウンはなまるくん（-2001年、絵コンテ・演出）

2001年
- 超GALS!寿蘭（-2002年、絵コンテ・演出）

2002年
- 十二国記（-2003年、演出）

2003年
- 最遊記RELOAD（-2004年、絵コンテ・演出）
- デ・ジ・キャラットにょ（-2004年、絵コンテ・演出）

2004年
- BLEACH（-2012年、絵コンテ・演出）
- 美鳥の日々（絵コンテ・演出）
- 下級生2 〜瞳の中の少女たち〜（絵コンテ）
- スウィート・ヴァレリアン（絵コンテ・演出）
- tactics（-2005年、絵コンテ・演出）

2005年
- UG☆アルティメットガール（絵コンテ）
- 好きなものは好きだからしょうがない!!（絵コンテ・演出）
- うえきの法則（-2006年、絵コンテ・演出）
- シュガシュガルーン（-2006年、絵コンテ・演出）

2006年
- ひまわりっ!（絵コンテ）
- 少年陰陽師（-2007年、OP絵コンテ）

2007年
- BLUE DRAGON（絵コンテ・演出）
- 桃華月憚（絵コンテ・演出）

2010年
- 荒川アンダー ザ ブリッジ×2（絵コンテ）

2012年
- ちはやふる（絵コンテ）
- 緋色の欠片（絵コンテ・OPED絵コンテ・演出）

2013年
- ヘタリア The Beautiful World (絵コンテ・演出)
- ドキドキ!プリキュア（絵コンテ・演出） - いなばちあき名義
- 変態王子と笑わない猫。（脚本）

2014年
- ハピネスチャージプリキュア!（絵コンテ） - いなばちあき名義

2015年
- 映画 プリキュアオールスターズ 春のカーニバル♪（MV絵コンテ）

2016年
- 初恋モンスター （絵コンテ）
- 双星の陰陽師（絵コンテ）

2017年
- パズドラクロス （ED絵コンテ・演出）
- BORUTO-ボルト- -NARUTO NEXT GENERATIONS-（絵コンテ）
- キラキラ☆プリキュアアラモード（絵コンテ・演出・キュアマカロン変身シーン絵コンテ）
- コンビニカレシ（絵コンテ）

2020年
- ミュークルドリーミー（企画協力・絵コンテ・演出）

2021年
- トロピカル〜ジュ!プリキュア（絵コンテ）

2023年
- ひろがるスカイ!プリキュア（絵コンテ）

2024年
- わんだふるぷりきゅあ!（絵コンテ）
- 来世は他人がいい（OPED絵コンテ・OPED演出）

### その他
- 南海奇皇（1998年、制作進行）
- バーバパパ世界をまわる（1999年、制作進行）